# Мадлен Олбрайт
Мадле́н Корбел Олбра́йт (англ. Madeleine Korbel Albright, при народженні Марія Яна Корбелова, чеськ. Marie Jana Korbelová; 15 травня 1937, Прага, Чехословаччина — 23 березня 2022, Вашингтон) — американська політична діячка, дипломатка, письменниця, політологиня та викладачка чеського походження. Постійна представниця США при ООН. Державна секретарка США (1997–2001).

## Життєпис
Народилася 15 травня 1937 в Празі. Батько Мадлен Йозеф Корбел був чехословацьким дипломатом, що перейшов із юдаїзму в католицизм.
Бабуся називала її прізвиськом «Мадленка», яке закріпилося під час навчання в пансіоні в Швейцарії і в школі Kent Denver в Денвері. Згодом Мадлен перейшла в Єпископальну церкву (Англіканська церква в США).
У 1939 сім'я виїхала з Чехословаччини до Лондона. Після закінчення Другої світової війни вони повернулися до Чехословаччини, де батько знову перебував на дипломатичній службі, зокрема був послом Чехословаччини в Югославії. Після приходу до влади в Чехословаччині комуністів Йосип Корбелі з родиною емігрував до США, де викладав в Університеті Денвера.
У 1957 отримала американське громадянство.
Після закінчення факультету політології Велеслейского університету штату Массачусетс в 1959 одружилася з журналістом Джозефом Меділлом Паттерсоном Олбрайтом (англ. Joseph Medill Patterson Albright), з яким познайомилася на тимчасовій роботі в газеті Denver Post. Після цього закінчила факультет права Колумбійського університету, здобувши ступінь магістра. В шлюбі мали трьох дочок. Розлучилися в 1982 році.
У вересні 2009 відкрила виставку своєї колекції ювелірних виробів у Музеї мистецтва та дизайну в Нью-Йорку, яка тривала до січня 2010. У 2009 році Олбрайт також опублікувала книгу Read My Pins: Stories from a Diplomat's Jewel Box про свої шпильки. У 2012 році опублікувала автобіографічну книгу «Празька зима» — особисту історію з 1937 до 1948 року, з широким охопленням життя у Чехословаччині у ці часи.
Після 2016 очолювала консалтингову фірму Albright Stonebridge Group і була головою дорадчої ради Гаазького інституту глобальної справедливості, заснованого в 2011 році в Гаазі. Вона також була почесною головою Всесвітнього проекту справедливості (WJP).
Померла від раку 23 березня 2022, у віці 84 років.

## Політична кар'єра
Політичну діяльність почала як активістка Демократичної партії США, в 1972 увійшла до команди сенатора Едмунда Маскі.
У 1976–1978 була помічницею сенатора з питань законодавчої роботи.
У 1978 призначена членкинею Ради національної безпеки при президенті США Джиммі Картері, відповідала за зв'язки з громадськістю.
У 1982–1993 була професоркою Джорджтаунського університету, вела семінар з політики СРСР і країн Східної Європи, керувала програмою «Жінки у зовнішній політиці», очолювала Центр за національну політику.
У 1992 стала радницею Білла Клінтона і після його обрання на пост президента призначена на посаду постійної представниці США при ООН. Під час її роботи в ООН були вкрай напружені відносини з Генеральним секретарем ООН Бутрос Бутрос Галі.

### Державна секретарка США
У 1997 році отримала призначення на посаду державного секретаря в адміністрації президента Білла Клінтона. Олбрайт була прихильницею жорсткого курсу США в міжнародних відносинах, виступала за посилення позицій США в НАТО, за всебічний захист інтересів США, не зупиняючись і перед застосуванням військової сили. Під час її роботи підірвали посольства США в Кенії і Танзанії.
У 2000 році вона відвідала з візитом Північну Корею, де зустрілася з Кім Чен Іром.
25 вересня 2007 разом з кількома іншими держсекретарями США у відставці підписала лист, що закликає Конгрес США не ухвалювати резолюції 106 про геноцид вірмен.

## Нагороди та відзнаки
- Орден Білого Лева (Чехія, (1997)
- Великий Хрест ордена Білого Лева, (1992)
- Орден королеви Єлени
- Орден Хреста землі Марії
- Обрана до Національної зали слави жінок (1998).

## Книги
- Madam Secretary (2003) ISBN 0-7868-6843-0
- The Mighty and the Almighty: Reflections on America, God, and World Affairs (2006) ISBN 0-06-089257-9.
- Prague Winter: A Personal Story of Remembrance and War, 1937—1948 , 2012